# ワールドホールディングス
株式会社ワールドホールディングスは、福岡県福岡市博多区に本社を置き、総合人材派遣・請負、コンサルティング業務を全国展開している日本の企業である、JPX日経中小型株指数の構成銘柄の一つである。
本項では子会社の株式会社ワールドインテックについても併せて記述する。

## 概要
製造業への労働者派遣事業及び請負事業が主力。その他に研究者の派遣、技術者の派遣及びシステムの受託開発、販売員の派遣、施工管理技術者の派遣、その他人材コンサルティングなどを行っている。2004年3月に労働者派遣法が改正され、製造業の現場への労働者派遣が解禁されたことを追い風に事業を拡大した。
その後、情報通信や不動産にも事業領域を広げ、2014年7月1日に持株会社（現・株式会社ワールドホールディングス）へと移行した。
グループ会社である株式会社ワールドスタッフィング、ロジスティクス事業部ではAmazon国内主要物流センターの運営・管理を行っている。
アパレルメーカーであるワールド（本社：神戸市）とのつながりはない。システムインテグレーターのインテック（本社：富山市）も関係ない。
また、創業者の伊井田栄吉（代表取締役会長兼社長）は、不動産会社・みくに産業（現・株式会社ミクニ）の創業者である。

## 沿革
- 1993年（平成5年） - 北九州市小倉北区に各種業務の請負業（アウトソーシング）を事業目的として設立。
- 2000年（平成12年） - ワールドグリーンスタッフ（現・ワールドレジセリング）を子会社化。
- 2003年（平成14年） - 台湾人材管理（現・台湾英特科）を設立。
- 2005年（平成15年） - ジャスダック証券取引所（現・東京証券取引所ジャスダック市場）に株式を上場。イーサポート、モバイルサービス及びネットワークソリューションを子会社化。
- 2008年（平成18年） - 九州地理情報を子会社化。
- 2010年（平成20年） - アドバン、 ワールドレジデンシャルを設立。ニチモリアルエステートを関連会社化[6]。
- 2012年（平成24年） - ワールドアイシティ、ワールドインテック福島を設立。
- 2014年（平成26年） - 旧・ワールドインテックをワールドホールディングスに社名変更し、事業をワールドインテック分割準備から社名変更した新・ワールドインテックへ吸収分割方式により承継。
- 2016年（平成28年）
  - 3月22日 - ワールドホールディングスが東京証券取引所第二部に市場変更。
  - 6月29日 - ワールドホールディングスが東京証券取引所第一部に指定。
  - 7月 - カメラ・家電修理等のリペア事業を行う日研テクノ株式会社及び日研サービス株式会社を子会社化。
- 2017年（平成29年）
  - 1月 - 北海道にて戸建注文住宅の設計施工販売事業を行う豊栄建設株式会社を子会社化。
  - 2月 - 農業公園型施設を運営する株式会社ファーム及び株式会社クラウデイトを子会社化。
  - 6月 - 株式会社ワールドスタッフィングを設立し、株式会社ワールドインテックから販売員及び軽作業派遣部門（セールス＆マーケティング事業）を事業譲渡。
- 2018年（平成30年）
  - 2月 - ソフトウェア受託開発を行う西肥情報サービス株式会社を子会社化。
  - 11月 - 米国における人材・教育ビジネスの拠点として現地法人WORLDINTEC AMERICA, INC.を設立。
- 2019年（平成31年/令和元年）
  - 4月 - 株式会社JTBのグループ会社である株式会社JTBコミュニケーションデザインと株式会社ワールドスタッフィングとの共同出資で、ホテル業界に特化した総合人材サービス会社株式会社JWソリューションを設立。
  - 6月 - 投資助言・代理業を行う株式会社ワールドアセットマネジメントを子会社化し、金融事業に進出。
  - 9月 - 債権管理回収業、債権管理に関するコンサルティング等を行う株式会社一富士債権回収（現・みらい債権回収）を子会社化。
- 2020年（令和2年）
  - 2月 - JTBと共に株式会社JWソリューションに共同出資し、ツーリズム業界向け人材ビジネスに業容拡大。
  - 4月 - 東邦チタニウムとワールドインテックとの共同出資で、素材業界に特化した総合人材サービス会社株式会社TOHOWORLDを設立。

## グループ会社
人材・教育ビジネス
- 株式会社ワールドインテック
- 株式会社ワールドスタッフィング
- 株式会社ワールドコンストラクション
- 株式会社ワールドネクスト
- DOTワールド株式会社
- 株式会社JWソリューション
- 株式会社TOHO WORLD（非連結）
- 台湾英特科股份有限公司
- WORLDINTEC AMERICA, INC.
- 蘇州英特科製造外包有限公司
- 九州地理情報株式会社
- 日研テクノ株式会社
- 西肥情報サービス株式会社

不動産ビジネス
- 株式会社ワールドレジデンシャル
- 株式会社ワールドアイシティ
- 株式会社ワールドウィステリアホームズ
- ニチモリアルエステート株式会社
- 株式会社コンパックス
- P.T.ワールド　デベロップメント　インドネシア
- 株式会社ミクニ
- 株式会社ワールドミクニ
- エムズワールド株式会社
- 株式会社オオマチワールド
- 株式会社ワールドアセットマネジメント（非連結）
- 株式会社ワールドシェアセリング

情報通信ビジネス
- 株式会社イーサポート
- 株式会社ネットワークソリューション
- 株式会社ベストITビジネス

その他
- 株式会社クラウデイト
- 株式会社アドバン
- 株式会社ファーム
- みらい債権回収株式会社

## 広告活動
- 2015年4月2日より、ワールドインテックが運営する製造系求人WEBサイト「ジョブペーパー」のCMを全国展開[7] で開始。イメージキャラクターに柴田かよこを起用し、『すぽると!』平日→『ユアタイム』（フジテレビ系列）でテレコ放送（隔日）で協賛するほか、スポットCMでも放映される。
- ギラヴァンツ北九州のホームスタジアムとなる「北九州スタジアム」の命名権をワールドホールディングス子会社の株式会社ミクニが取得し、「ミクニワールドスタジアム北九州」の名称で使用する。
- 2022年7月21日より、「#KinKi25円でCM出演」にグループ企業の株式会社ワールドシェアセリングが当選、CMが放映されている。
- 2024年1月9日より、ワールドインテックが運営する工場チェンジの専門サイト「工場求人ワールド」のCMにお笑い芸人のシソンヌを起用。3本CMが制作された。